# Kijabe
Kijabe – miasto w Kenii, w hrabstwie Kiambu. W 2010 liczyło 4 528 mieszkańców.